# Szerbia hadereje
Ez a szócikk a 2006. június 5-én, Montenegró kiválásával a Szerbia és Montenegrói Államszövetségből létrejött Szerb Köztársaság haderejét mutatja be.

## Néhány összefoglaló adat
- Katonai költségvetés: a háború után 600 millió amerikai dollár, ez a szám 2007-re 60,4 milliárd RSD, ami 1 milliárd amerikai dollár, a GDP 2,6%-a. Jelenleg a szerb haderő a GDP 2,4%-át kitevő költségvetésből (65 milliárd RSD ami 1,9 milliárd amerikai dollár) gazdálkodhat melyben nem szerepelnek az olyan kiadások, mint a nemzetközi kötelezettségek vagy nagyobb beszerzések.
- Teljes személyi állomány: a háború után kevesebb, mint 35 000 fő, azóta ez a szám a sorozásnak köszönhetően 75 000 főre nőtt, amely után pedig az átalakulásoknak köszönhetően 32 000-re csökkent, valamint a haderőreform végére a végleges létszám 21 000 fő lesz (a szerb haderőreform 2010-2015 közötti időszakban fejeződik be). A közalkalmazottak létszáma az idén júliusi 12 000-ről 5 000-re csökkent.
- Mozgósítható lakosság: 2,5 millió fő, ebből katonai szolgálatra alkalmas 2,07 millió fő.

## A szerb haderőreform

### Előzmények
Az egykori Jugoszlávia a háborúskodások folyamán mára 6 utódállamra hullott és Koszovó is egyoldalúan kimondta függetlenségét. Még Jugoszlávia egy stabil, prosperáló ország volt - nem véletlenül irigyelték a kommunista világban - erős, komoly harcértékkel bíró fegyveres erői miatt. Mára ez a kép az első mondatban említettek miatt teljesen átformálódott. Szerbia és Montenegró idején még 50 000-es haderő komoly harcértéket képviselt, papíron. A valósághoz viszont hozzátartoztak olyan tények, mint alacsony szintű morál, túl sok magas rangú tiszt, kevés harcképes alakulat, több ezer elavult és harcképtelen eszköz jellemezte a Vojska Srbije-t, azaz a szerb haderőt. Miután Montenegró különvált a két állam megkapta a saját területein települő csapatokat, erőket, így a különválás után Montenegró örökölte a teljes haditengerészetet, Szerbiának "egyedül" a dunai flottilla maradt. Ezután nem maradhatott kérdés a szerb haderő teljes átalakítása.

### Első lépések
2006 júliusában nyilvánosságra hozták a szerb haderő felülvizsgálatának eredményeit, amelyek alapján határoztak (a haderőreform jelmondata: "minőség a mennyiség helyett"). Megállapodtak, hogy 2010-es és 2015-ös időhatárokkal átalakítják a VS-t (Vojska Srbije). A változások természetesen a létszámban is látszódnak. A jelenlegi 32 000 főről a létszám 21 000 főre csökken 2010-ig, 2006-ban pedig már a közalkalmazottak létszáma is 12 000-ről 5 000-re csökkent. 2010-ig tervezik befejezni a hivatásos (más néven professzionális) haderőre való áttérést. A sorkatonák szolgálati ideje jelenleg is már csak 9 hónap és növekszik a szerződéses állomány létszáma. A szerb haderő egyik kritikus eleme, hogy összhaderő-parancsnokságot kívánnak létrehozni (ez a bonyolult szervezetnek köszönhetően nehéz és hosszadalmas munka lesz). Szerbia 2010 előtt nem tervez semmilyen komolyabb beszerzést.

### Szerbia jövőbeli védelmi politikája
Szerbia az új határozatoknak megfelelően szoros együttműködést kíván kialakítani a NATO-val. A tervek szerint NATO minőségű erőket hoznának létre (például Svédország, Finnország). A VS aktívan részt akar venni a jövőben a partnerségi programban. Szerbiát két másik balkáni állammal együtt meghívták a békepartnerségi programba (bár ennek több feltétele is van, így Mladić tábornok kiadatása a hágai törvényszéknek stb.). A VS jó kapcsolatok kíván kialakítani a környező országokkal, különösen Horvátországgal, Magyarországgal, Görögországgal, Macedóniával, továbbá Szlovákiával és Törökországgal. Szerbia és Görögország 2006-ban együttműködési megállapodást írt alá, melyben kétoldalú katonai kiképzés és a békefenntartó műveletekben való együttműködések szerepelnek. Napjainkban szerb tisztek tanulnak Franciaországban, Németországban, az Egyesült Királyságban, Olaszországban és Görögországban.

### Szerbia és a békefenntartó műveletek
2002-ben Szerbia újra bekapcsolódott ENSZ békefenntartó műveletekbe, ekkor tiszteket adott Burundiba és Kelet-Timorba. 2003 óta Libériában (UNMIL) 6 szerb megfigyelő dolgozik. Pár fős létszámban még szolgálnak szerbek Elefántcsontparton és a Kongói Demokratikus Köztársaságban. A viszonylag szerény részvétel ellenére a VS 2010 előtt nem tervez nagyobb nemzetközi szerepvállalást, annak ellenére, hogy a szerb védelmi minisztérium bejelentése szerint már most is készen áll külföldi alkalmazásra egy rendőr szakasz, egy egészségügyi egység/tábori kórház, katonai megfigyelők és ABV-erők.

### Szerbia ésKoszovó
A mai Szerbia egyik legkritikusabb, legérzékenyebb pontja minden bizonnyal Koszovó státusza. A többségben albánok lakta tartomány Szerbia egyik történelmi tartománya is egyben így az az albánok és a szerbek szívügye is. Nem beszélve a tartomány északi részén élő szerbekről. Mivel a NATO csapatokat állomásoztat Koszovóban nem valószínű szerb fegyveres beavatkozás, ráadásul az új védelmi politika is ez ellen szól, a tartományt pedig az ENSZ irányítja 1999 óta. Szerbia fejlődésének és nem utolsósorban külpolitikai stabilizálódásának elengedhetetlen feltétele Koszovó státuszának tisztázása.
A Szerbiai hírszerző szolgálatok része a Katonai Biztonsági Hivatal: A szervezet feladata a katonai elhárítás és terrorizmus elleni harc. Központja Belgrádban van, kirendeltségei vannak Újvidéken, Nisben, és Kraljevoban. A dandároknál biztonsági alosztály, míg a zászlóaljaknál egy-egy elhárítótiszt tevékenykedik. A dandároknál és ennél magasabb szinten a kirendeltségvezető egyben az alakulat parancsnokának biztonsági helyettese. Létszáma:450 fő. Szervezeti felosztás:
- Műveleti Igazgatóság
- Elemző Igazgatóság
- Támogató Igazgatóság
- A főigazgató közvetlen alárendeltségében tevékenykedő Belső Ellenőrzési Osztály
- Általános Támogatóosztály
- És a 3 területi kirendeltség

## Szárazföldi erők
A szerb haderőnél jelenleg még pontosan nem tudni, hogy az alább írt eszközökből mennyi harcképes, vagy van teljesen bevethető állapotban. Az azonban biztos, hogy Szerbia a 2000-es években újból elkezdte fejleszteni haderejét, így a Balkánon továbbra is meghatározó haderővel rendelkezik Bulgária és Görögország után. Bár a haderőreform végére az egész szerb haderő jellege átalakul.

### Fegyverzet
Harckocsik:
- 228-229 db harckocsi
  -  212 db M–84 harckocsi
  -  30 M–84AB1

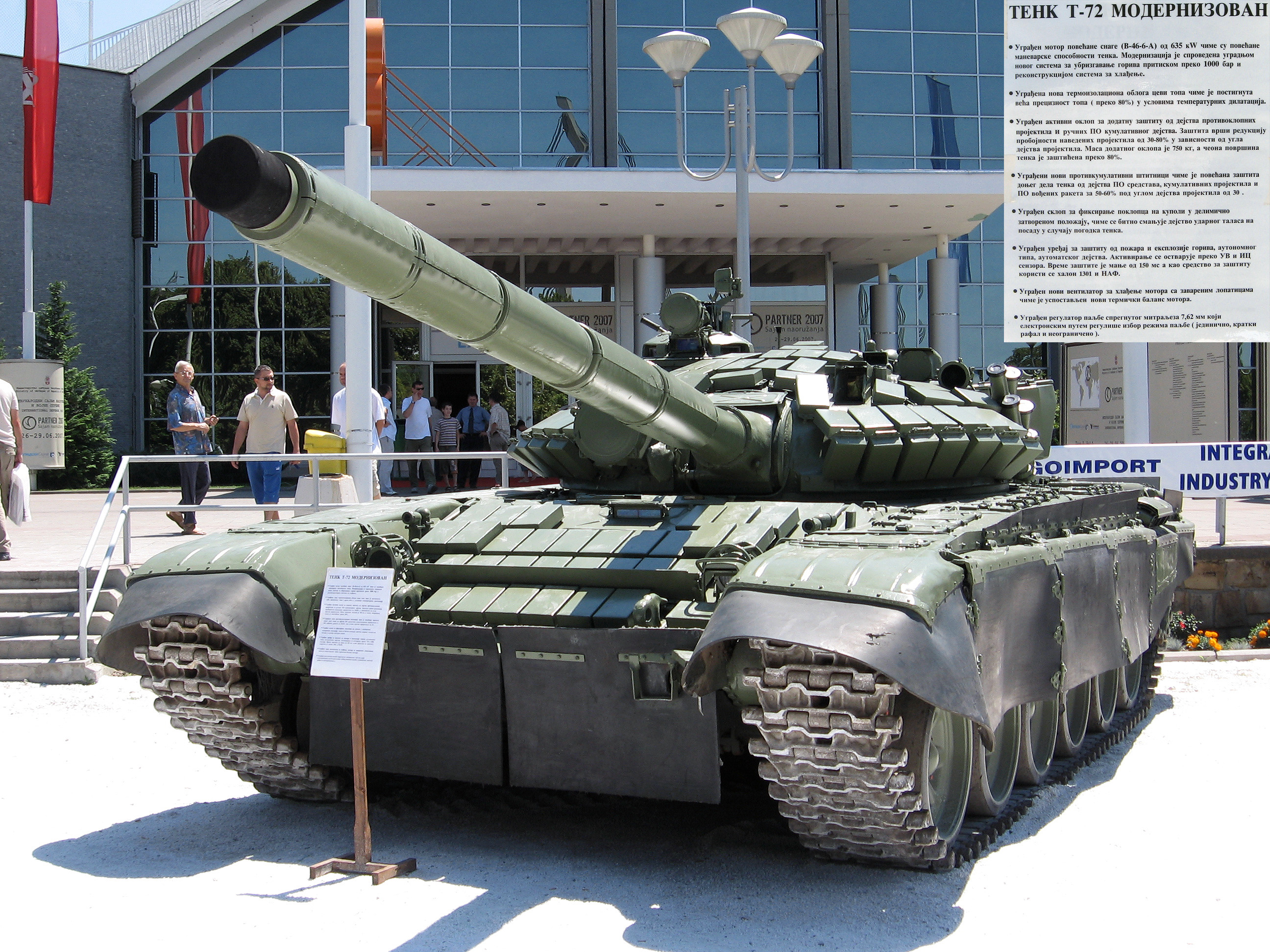

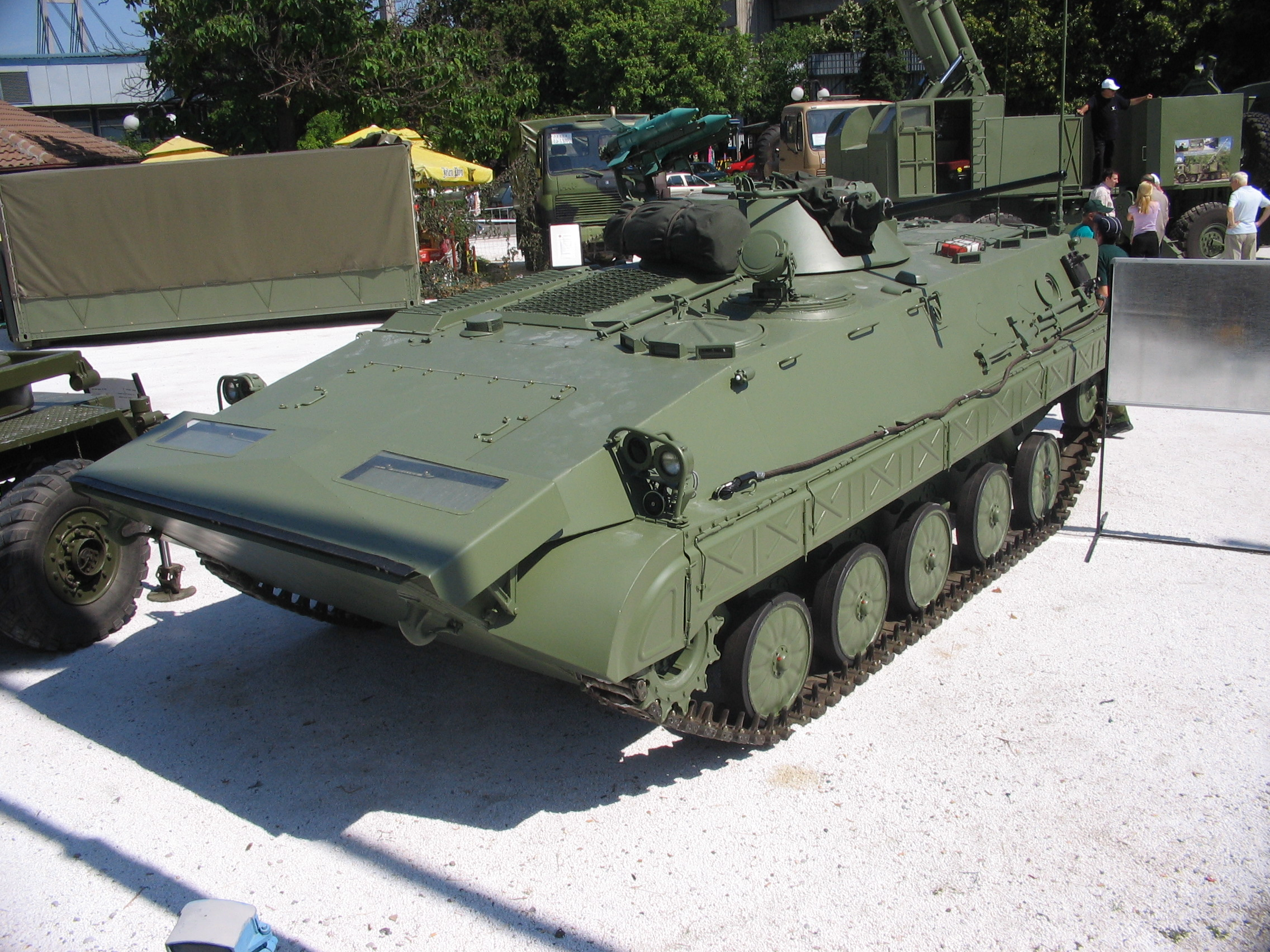
M–80A

  -  65 db T–72 harckocsi (30 db szervizben)

Páncélozott szállító harcjárművek:
- 562 db M–80A páncélozott szállító harcjármű

Ebből az eszközből, 350-et újítanak fel jelenleg M–98 Vidra-ra.
- 20 db BTR–50 páncélozott szállító harcjármű

Ebből az eszközből, nem tudni, hogy mennyi működőképes, mivel viszonylag elavult, a felét kivonják, a másik felét modernizálják.
- 28 db BRDM–2 (raktáron)
- 58 db BOV M–86 (A katonai milícia, rendőrség szolgálatában)
- 50 db BOV–1 (A territoriális védelmi dandár szolgálatában)

Tüzérségi erők:
- 105 mm-es M–7
- 82, és 120 mm-es aknavetők
- 120 db M–46 tarack
- M-63 Plamen rakéta-sorozatvető
- 100 db M–77 "Oganj" sorozatvető
- M-87 "Orkan" sorozatvető
- M-84 "Nora"
- 75 db 2S1 Gvozdika
- 12 db Nora B-52

### Páncéltörő erők
- AT-3 Sagger (9M14 Maljutka)
- AT-4 Spigot (9M111 Fagot)
- AT-7 Saxhorn (9M115 Metisz)
- AT–11 Sniper
- 82 mm M-60A
- 90 mm M-36B2
- M79 90 mm-es rakétavető
- M-80 "Zolja" 64 mm-es gránátvető
- Bumbar új szerb gyártmányú, irányított páncéltörő rakéta.

### A Szerb haderő szárazföldi eszközeinek modernizációja, 2000-től
A modernizáció megvalósítása a következő 20 évben fog bekövetkezni.
A szerb szárazföldi haderőben első lépés az elavult, raktáron álló eszközök kivonása, eladása. Így kivonták / kivonják a T–55 harckocsikat, a BRDM–2 és BTR–50 harcjárműveket illetve a D–30-as tarackot is. Az ezen eszközök eladásából befolyó pénzből modernizálják a szerb gyártmányú M-84 harckocsikat M–84AB1 MBT harckocsivá. Az öreg BRDM–2-esek és BTR–50-esek helyett öreg (amerikai) M–113-at használnak majd. Az M–80-as harcjárműveket a következő 20 évben M–98 Vidra harcjárművekké szeretnék modernizálni. Az MTLB-et kivonják. A szerb haderő 50-100 új VIU–55 Munja lánctalpas harcjárművet fog készíteni T–55-ös harckocsik alvázára. Új harcjárművek kerülnek rendszerbe, a régi, elavultakat kivonják. 3 éven belül eltörlik a sorkötelezettséget, és megkezdik a modernizációt.

## Légierő és légvédelem
lásd:Szerb Légierő
Az 1999-es NATO-bombázások és támadások eredményeképpen nem csak a szárazföldi szerb erők, de a Szerb Légierő nagy része is megsemmisült. Azóta megpróbálták a megsemmisült eszközöket pótolni, több-kevesebb sikerrel.

A Szerb Légierő felségjelzése.

### Fegyverzet
Repülők:

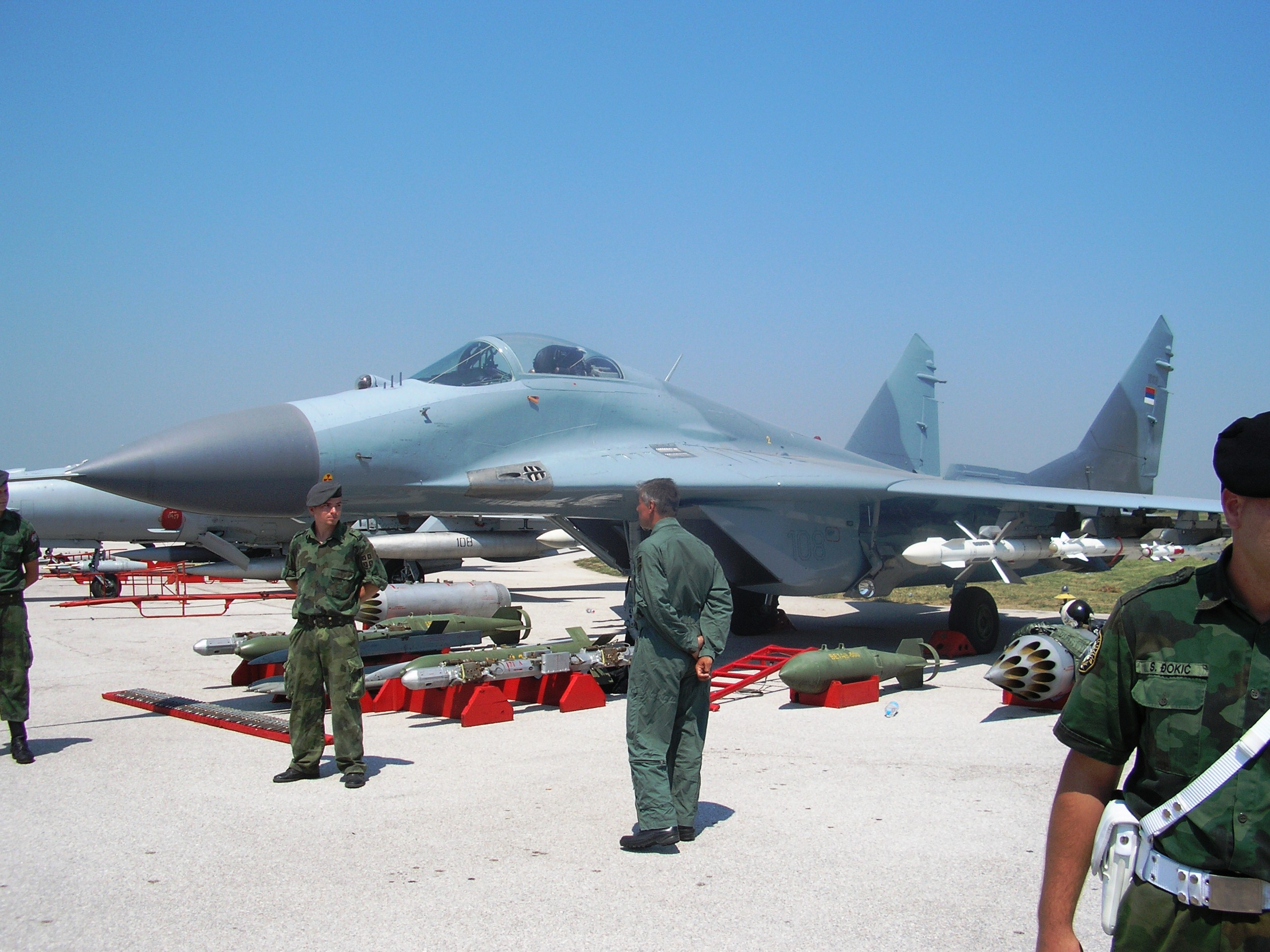
MiG-29.

- 31 db MiG–21 (ebből 10 darab hadra képes)
  - 24 db MiG–21bisz
  - 6 db MiG–21UM (kiképző)
  - 1 db MiG–21M

A MiG-21-eseket 2010-ben kivonják.
- 5 db MiG–29
- 31 db J–22 Orao (már csak 4 darab van aktív szolgálatban )
  - 16 db J–22 Orao
  - 7 db NJ–22 Orao (kiképző)
  - 8 db IJ–22 Orao
  - 2 db INJ–22 Orao
- 1 db  G–2 Galeb
- 25 db G–4 Super Galeb
  - 14 db G–4
  - 8 db G–4R
  - 4 db G–4T
  - 1 db G–4M

További kiképző repülőgépek:
- 12 db Utva 75

Szállító repülőgépek:
- 1 db An–2
- 6 db An–26 (ebből 4 nem megfelelő állapotú)

VIP repülőgépek, egyes személyek számára:
- 1 db Jak–40
- 2 db Falcon 50

Helikopterek:
- 30-50 db SA.342L Gazelle GAMA (nem tudni mennyi hadrafogható, mennyi, működik egyáltalán)

Szállító helikopterek:
- 10-29 Mi–8, Mi–17 (nem tudni mennyi hadrafogható, mennyi, működik egyáltalán)

Harci helikopterek:
- 2 db Mi–24V

UAV-k:
- IBL-2000

### A Szerb Légierő tervei a jövőben
Ahhoz, hogy a Szerb Légierő tervei valóban megvalósuljanak, folyamatos gazdasági stabilitás szükséges az országban, mely eddig még nem tapasztalható. A MiG–21-esek 2010-ig lesznek szolgálatban (körülbelül 20 db), utána körülbelül 20 db új harci gépet kívánnak beszerezni. Az Utva-k helyett Lola Utva 96 lesz használatban. A MiG–29-eseket csak 2010 után tudják felújítani, viszont modernizálni akarják a G–4 Super Galeb, és G-4M típusú gépeiket valamint 3 db Mi-8-as, 2 db Mi–17-es, 2 db Mi–24-es helikoptereiket és 1 db An-26-ost. 2006 decemberében a szerb kormány 24 millió USD (közel 4,2 milliárd forint) összegű megállapodást írt alá az orosz RSK MiG vállalattal, ebben a szerződésben 1 db MiG-29 UB kiképzőgép, és 4 db MiG-29 vadászgép ipari nagyjavítása, és korszerűsítése szerepel. A felújított gépek a NATO és PfP gyakorlatokon való részvételt hivatottak szolgálni.
Lehetséges új eszközök, az elavult, régi technikák (Orao, MiG) helyére:
- 20 db új harci repülőgép:
  -  F–16C/D vagy  JAS 39 Gripen vagy  MiG–29SMT.
- 15 db új helikopter:
  -  SA.330 Puma vagy  Euromil Mi–38
- 5 db új szállítórepülőgép:
  -  Alenia C–27J vagy  C–130J

## Szerb békefenntartók külföldön
- Libéria: 6 fő katonai megfigyelő (UNMIL)
- Elefántcsontpart: 3 fő (UNOIC)
- Kongói Demokratikus Köztársaság: 6 fős egészségügyi csoport (MONUC)